# Founougo
Founougo ist ein Arrondissement im Departement Alibori in Benin. Es ist eine Verwaltungseinheit, die der Gerichtsbarkeit der Gemeinde Banikoara untersteht. Gemäß der Volkszählung von 2002 hatte Founougo 30.527 Einwohner, davon waren 15.199 männlich und 15.328 weiblich.

## Infrastruktur
Eine Brücke über den Damm von Founougo wurde im Mai 2019 eingeweiht, um die Konnektivität zu verbessern und die Widerstandsfähigkeit gegenüber Überschwemmungen in der Region zu stärken. Ein Stadion wurde im Februar 2020 eröffnet, um Sporteinrichtungen bereitzustellen. Im August 2020 wurde ein Gesundheitszentrum eröffnet, das über eine Entbindungsstation und stationäre Behandlungsräume verfügt. Im August 2024 wurden Solaranlagen installiert, um die Stromerzeugungskapazität zu erhöhen.